# Philip Hindes
Philip Hindes (Krefeld, 22 settembre 1992) è un pistard britannico, campione olimpico della velocità a squadre a Londra 2012 e a Rio de Janeiro 2016.
È nato in Germania da madre tedesca e padre britannico e ha la doppia cittadinanza, tedesca e britannica.